# Nova Ipixuna
Nova Ipixuna là một đô thị thuộc bang Pará, Brasil. Đô thị này có diện tích 1600,317 km², dân số năm 2007 là 13874 người, mật độ 8,67 người/km².